# Teruaki Mukaiyama

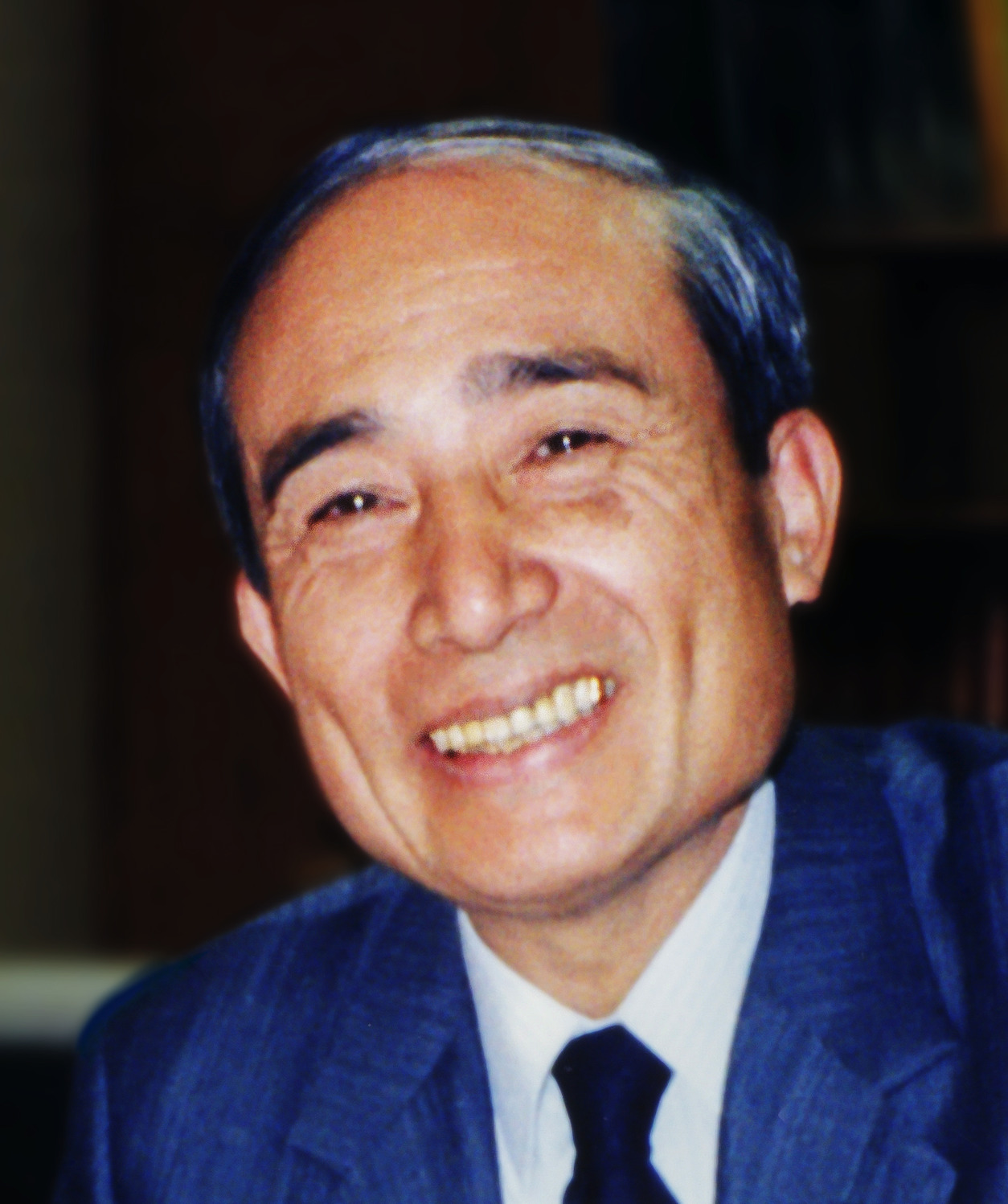
Teruaki Mukaiyama

Teruaki Mukaiyama (japanisch 向山 光昭, Mukaiyama Teruaki; * 5. Januar 1927 in Ina, Präfektur Nagano; † 17. November 2018) war ein japanischer Chemiker, der sich mit Organischer Chemie, speziell organischer Synthese, befasste.

## Leben und Wirken
Teruaki Mukaiyama studierte Chemie am Institut für Technologie in Tokio mit dem Abschluss 1948 und wurde 1953 Dozent an der Gakushūin-Universität, ab 1957 als Assistenzprofessor. 1957 wurde er an der Universität Tokio promoviert, sein Mentor war Toshio Hoshino. 1958 ging er als Assistenzprofessor ans Institut für Technologie in Tokio, an dem er 1963 eine volle Professur erhielt. Ab 1973 lehrte er an der Universität Tokio bis zur Pensionierung 1987. Im selben Jahr wurde er Professor an der Tokyo University of Science, was er bis 2002 blieb. Mukaiyama war von 2002 bis 2009 Professor am Kitasato-Institut in Toshima.
Nach ihm sind einige Reaktionen in der organischen Chemie benannt, die Mukaiyama-Aldoladdition und die Mukaiyama-Michael-Reaktion. 1997 bis 1999 veröffentlichte seine Gruppe eine Totalsynthese von Taxol, was vorher schon einigen anderen Gruppen gelang.
1989 wurde er Mitglied der Académie des sciences, er war auswärtiges Mitglied der polnischen Akademie der Wissenschaften und der National Academy of Sciences. 1986 war er Präsident der japanischen chemischen Gesellschaft. Er war Ehrendoktor der TU München. 1996 erhielt er den American Chemical Society Award for Creative Work in Synthetic Organic Chemistry, 2006 die Sir Derek H. Barton Gold Medal und 1998 den Tetrahedron-Preis. In Japan wurde er 1992 als Person mit besonderen kulturellen Verdiensten geehrt und 1997 mit dem Kulturorden ausgezeichnet.

## Publikationen (Auswahl)
- Teruaki Mukaiyama, Isamu Shiina, Hayato Iwadare, Masahiro Saitoh, Toshihiro Nishimura, Naoto Ohkawa, Hiroki Sakoh, Koji Nishimura, Yu‐ichirou Tani, Masatoshi Hasegawa, Koji Yamada, Katsuyuki Saitoh: Asymmetric Total Synthesis of Taxol, Chem. Eur. J. 1999, 5, S. 121–161
- Hitoshi Nagao, Yoshinobu Yamane, Teruaki Mukaiyama: Asymmetric Trifluoromethylation of Ketones with (Trifluoromethyl)trimethylsilane Catalyzed by Chiral Quaternary Ammonium Phenoxides, Chemistry Letters 2007, 36, S. 666–667, doi:10.1246/cl.2007.666

- Takayuki Kitazawa, Tomofumi Minowa, Teruaki Mukaiyama: Lewis Base-catalyzed Alkynylation of Carbonyl Compounds with Trimethylsilylacetylenes, Chemistry Letters 2006, 35, S. 1002–1003, doi:10.1246/cl.2006.1002

- Takashi Tozawa, Hitoshi Nagao, Yoshinobu Yamane, Teruaki Mukaiyama: Enantioselective Synthesis of 3,4-Dihydropyran-2-ones by Domino Michael Addition and Lactonization with New Asymmetric Organocatalysts: Cinchona-Alkaloid-Derived Chiral Quaternary Ammonium Phenoxides, Chem. Asian J. 2007, 2, S. 123–134, doi:10.1002/asia.200600228

- Yoshikazu Kawano, Nobuya Kaneko, Teruaki Mukaiyama: Lewis Base-Catalyzed Perfluoroalkylation of Carbonyl Compounds and Imines with (Perfluoroalkyl)trimethylsilane, Bull. Chem. Soc. Jpn. 2006, 79, S. 1133–1145, doi:10.1246/bcsj.79.1133

- Hitoshi Nagao, Yoshikazu Kawano, Teruaki Mukaiyama: Enantioselective Trifluoromethylation of Ketones with (Trifluoromethyl)trimethylsilane Catalyzed by Chiral Quaternary Ammonium Phenoxides, Bull. Chem. Soc. Jpn. 2007, 80, S. 2406–2412, doi:10.1246/bcsj.80.2406
- Hitoshi Nagao, Yoshinobu Yamane, Teruaki Mukaiyama: Effective Synthesis of 5-Substituted Butenolide Derivatives by Using Cinchonidine-derived Quaternary Ammonium Phenoxide Catalyst, Chemistry Letters 2007, 36, S. 8–9, doi:10.1246/cl.2007.8